# ボーンキング
ボーンキング（欧字名:Born King、1998年5月13日 - ）は、日本の競走馬、日本およびフランスの種牡馬。主な勝ち鞍に2001年の京成杯。
1998年の当歳セレクトセールにおいて1億4000万円で落札された。半兄にフサイチコンコルド、半姉にグレースアドマイヤ、半弟にアンライバルドがいる。馬名の意味は、「生まれながらの王」。

## 経歴

### 競走馬時代

#### 2000年 - 2002年
3歳（現2歳）時の2000年12月2日に阪神競馬場で行われた新馬戦がデビュー戦となり、オリビエ・ペリエが騎乗して1番人気に支持されたが、3番人気のアグネスタキオンに敗れて5着だった。続く12月24日の新馬戦ではミルコ・デムーロが騎乗して、前走で先着を許したロジータの仔であるリブロードキャストに次ぐ2番人気だったが、レースを制して初勝利を挙げた。
現表記の3歳となった2001年の初戦は、デビット・ハリソンが騎乗して格上挑戦で京成杯に出走し、3番人気でレースを制して重賞初挑戦で初勝利を挙げた。なおデビット・ハリソンにとっても中央競馬での重賞初勝利となった。続く弥生賞では鞍上に武豊を迎え、デビュー戦で敗れているアグネスタキオンに次ぐ2番人気に支持されたが、レースではアグネスタキオンに5馬身差をつけられての2着だった。そしてクラシック初戦の皐月賞は柴田善臣が騎乗して4番人気となったが16着、京都新聞杯5着を挟み出走した東京優駿では4着となり、レース後は休養に入った。秋はセントライト記念からの始動が予定されていたが、8月に函館競馬場での調教中に左後球節炎を発症してノーザンファームで療養することになった。
復帰戦は4歳となった2002年のアメリカジョッキークラブカップとなり、6番人気で3着に入った。続く京都記念ではひさびさに武豊が騎乗して1番人気に支持されたが7着という結果に終わった。その後の阪神大賞典は5着、天皇賞（春）ではマンハッタンカフェ・ジャングルポケット・ナリタトップロードの三強に続く4着と堅実な走りを見せた。その後ノーザンファームへ放牧に出された。

#### 2003年 - 2005年
脚部不安などアクシデントに見舞われ長期休養が続き、2005年5月ごろにようやく帰厩した。そして3年2か月ぶりの実戦復帰となったエプソムカップでは、長期休養明けにもかかわらず13番人気で5着に入った。次走は中1週で宝塚記念に出走したが10着だった。なお、8月3日付で馬主登録が金子真人から金子真人ホールディングス株式会社に変更となっている。秋は朝日チャレンジカップから始動して7番人気で4着に入ったものの、その後3走は大敗して同年12月22日付で競走馬登録を抹消され競走馬を引退した。

### 種牡馬時代
2006年よりブリーダーズ・スタリオン・ステーションで繋養され、初年度は65頭に種付けを行った。
2008年4月8日にHBA軽種馬農協門別種馬場へ移動したが、日本国内での供用はこの年限りとなった。イタリアへの輸出は契約が頓挫し、フランスへ輸出され、2018年まで供用された。

## 競走成績
以下の内容は、netkeiba.comおよびJBISサーチに基づく。
| 年月日     | 競馬場 | 競走名       | 格   | 頭数 | 枠番 | 馬番 | オッズ （人気） | オッズ （人気） | 着順 | 騎手       | 斤量 | 距離（馬場）  | タイム （上り3F） | タイム 差 | 勝ち馬/（2着馬）       |
| ---------- | ------ | ------------ | ---- | ---- | ---- | ---- | --------------- | --------------- | ---- | ---------- | ---- | ------------- | ----------------- | --------- | ---------------------- |
| 2000.12.02 | 阪神   | 3歳新馬      |      | 10   | 3    | 3    | 002.2           | 0（1人）        | 05着 | O.ペリエ   | 54kg | 芝2000m（良） | 2:06.3 (35.4)     | -2.0      | アグネスタキオン       |
| 0000.12.24 | 阪神   | 3歳新馬      |      | 12   | 1    | 1    | 003.6           | 0（2人）        | 01着 | M.デムーロ | 54kg | 芝2000m（良） | 2:04.0 (36.3)     | -0.1      | （シノグラフィー）     |
| 2001.01.14 | 中山   | 京成杯       | GIII | 14   | 6    | 9    | 004.9           | 0（3人）        | 01着 | D.ハリソン | 55kg | 芝2000m（良） | 2:03.2 (37.4)     | -0.1      | （マイネルエスケープ） |
| 0000.03.04 | 中山   | 弥生賞       | GII  | 8    | 3    | 3    | 004.9           | 0（2人）        | 02着 | 武豊       | 55kg | 芝2000m（不） | 2:06.5 (39.6)     | -0.8      | アグネスタキオン       |
| 0000.04.15 | 中山   | 皐月賞       | GI   | 18   | 6    | 12   | 024.4           | 0（4人）        | 16着 | 柴田善臣   | 57kg | 芝2000m（良） | 2:02.6 (37.6)     | -2.3      | アグネスタキオン       |
| 0000.05.04 | 京都   | 京都新聞杯   | GII  | 17   | 3    | 5    | 004.0           | 0（2人）        | 05着 | 柴田善臣   | 56kg | 芝2000m（良） | 2:00.8 (36.3)     | -1.0      | テンザンセイザ         |
| 0000.05.27 | 東京   | 東京優駿     | GI   | 18   | 6    | 12   | 021.1           | 0（6人）        | 04着 | K.デザーモ | 57kg | 芝2400m（重） | 2:27.7 (36.5)     | -0.7      | ジャングルポケット     |
| 2002.01.20 | 東京   | AJCC         | GII  | 12   | 8    | 11   | 006.6           | 0（6人）        | 03着 | 蛯名正義   | 56kg | 芝2200m（良） | 2:13.8 (34.9)     | -0.1      | フサイチランハート     |
| 0000.02.16 | 京都   | 京都記念     | GII  | 9    | 4    | 4    | 002.5           | 0（1人）        | 07着 | 武豊       | 56kg | 芝2200m（良） | 2:12.7 (35.0)     | -0.9      | ナリタトップロード     |
| 0000.03.17 | 阪神   | 阪神大賞典   | GII  | 9    | 7    | 7    | 012.5           | 0（4人）        | 05着 | 安藤勝己   | 56kg | 芝3000m（良） | 3:08.3 (35.0)     | -0.4      | ナリタトップロード     |
| 0000.04.28 | 京都   | 天皇賞（春） | GI   | 11   | 2    | 2    | 023.4           | 0（6人）        | 04着 | M.デムーロ | 58kg | 芝3200m（良） | 3:19.8 (34.6)     | -0.3      | マンハッタンカフェ     |
| 2005.06.12 | 東京   | エプソムC    | GIII | 17   | 8    | 16   | 043.8           | （13人）        | 05着 | 福永祐一   | 57kg | 芝1800m（良） | 1:47.1 (34.6)     | -0.5      | スズノマーチ           |
| 0000.06.26 | 阪神   | 宝塚記念     | GI   | 15   | 3    | 5    | 147.4           | （13人）        | 10着 | 武幸四郎   | 58kg | 芝2200m（良） | 2:12.9 (36.8)     | -1.4      | スイープトウショウ     |
| 0000.09.10 | 阪神   | 朝日CC       | GIII | 14   | 5    | 7    | 012.0           | 0（7人）        | 04着 | 和田竜二   | 56kg | 芝2000m（良） | 1:59.5 (35.7)     | -0.1      | ワンモアチャッター     |
| 0000.10.09 | 京都   | 京都大賞典   | GII  | 12   | 6    | 7    | 014.1           | 0（4人）        | 12着 | 秋山真一郎 | 57kg | 芝2400m（良） | 2:26.8 (34.9)     | -1.4      | リンカーン             |
| 0000.11.05 | 京都   | カシオペアS  | OP   | 12   | 6    | 7    | 009.7           | 0（7人）        | 09着 | C.ルメール | 56kg | 芝1800m（良） | 1:46.7 (33.6)     | -0.6      | アサカディフィート     |
| 0000.12.11 | 阪神   | 鳴尾記念     | GIII | 13   | 6    | 9    | 020.7           | 0（8人）        | 13着 | 武幸四郎   | 55   | 芝2000m（良） | 2:03.3 (36.4)     | -1.7      | メジロマントル         |

## 血統表
| ボーンキングの血統（サンデーサイレンス系 / Hail to Reason 3×5=15.63%、Almahmoud 4×5=9.38%） | ボーンキングの血統（サンデーサイレンス系 / Hail to Reason 3×5=15.63%、Almahmoud 4×5=9.38%） | ボーンキングの血統（サンデーサイレンス系 / Hail to Reason 3×5=15.63%、Almahmoud 4×5=9.38%） | （血統表の出典） | （血統表の出典） |
| 父 *サンデーサイレンス 1986 青鹿毛                                                          | 父の父Halo 1969 黒鹿毛                                                                      | Hail to Reason                                                                              | Turn-to          | Turn-to          |
| 父 *サンデーサイレンス 1986 青鹿毛                                                          | 父の父Halo 1969 黒鹿毛                                                                      | Hail to Reason                                                                              | Nothirdchance    |                  |
| 父 *サンデーサイレンス 1986 青鹿毛                                                          | 父の父Halo 1969 黒鹿毛                                                                      | Cosmah                                                                                      | Cosmic Bomb      | Cosmic Bomb      |
| 父 *サンデーサイレンス 1986 青鹿毛                                                          | 父の父Halo 1969 黒鹿毛                                                                      | Cosmah                                                                                      | Almahmoud        |                  |
| 父 *サンデーサイレンス 1986 青鹿毛                                                          | 父の母Wishing Well 1975 鹿毛                                                                | Understanding                                                                               | Promised Land    | Promised Land    |
| 父 *サンデーサイレンス 1986 青鹿毛                                                          | 父の母Wishing Well 1975 鹿毛                                                                | Understanding                                                                               | Pretty Ways      |                  |
| 父 *サンデーサイレンス 1986 青鹿毛                                                          | 父の母Wishing Well 1975 鹿毛                                                                | Mountain Flower                                                                             | Montparnasse     | Montparnasse     |
| 父 *サンデーサイレンス 1986 青鹿毛                                                          | 父の母Wishing Well 1975 鹿毛                                                                | Mountain Flower                                                                             | Edelweiss        |                  |
| 母 *バレークイーン Ballet Queen 1988 鹿毛                                                   | 母の父Sadler's Wells 1981 鹿毛                                                              | Northern Dancer                                                                             | Nearctic         | Nearctic         |
| 母 *バレークイーン Ballet Queen 1988 鹿毛                                                   | 母の父Sadler's Wells 1981 鹿毛                                                              | Northern Dancer                                                                             | Natalma          |                  |
| 母 *バレークイーン Ballet Queen 1988 鹿毛                                                   | 母の父Sadler's Wells 1981 鹿毛                                                              | Fairy Bridge                                                                                | Bold Reason      | Bold Reason      |
| 母 *バレークイーン Ballet Queen 1988 鹿毛                                                   | 母の父Sadler's Wells 1981 鹿毛                                                              | Fairy Bridge                                                                                | Special          |                  |
| 母 *バレークイーン Ballet Queen 1988 鹿毛                                                   | 母の母Sun Princess 1980 鹿毛                                                                | *イングリッシュプリンス                                                                     | Petingo          | Petingo          |
| 母 *バレークイーン Ballet Queen 1988 鹿毛                                                   | 母の母Sun Princess 1980 鹿毛                                                                | *イングリッシュプリンス                                                                     | English Miss     |                  |
| 母 *バレークイーン Ballet Queen 1988 鹿毛                                                   | 母の母Sun Princess 1980 鹿毛                                                                | Sunny Valley                                                                                | Val de Loir      | Val de Loir      |
| 母 *バレークイーン Ballet Queen 1988 鹿毛                                                   | 母の母Sun Princess 1980 鹿毛                                                                | Sunny Valley                                                                                | Sunland F-No.1-l |                  |

- 半兄フサイチコンコルド（父カーリアン）は日本ダービー優勝馬。
- 半姉グレースアドマイヤ（父トニービン）は府中牝馬ステークス2着。
  - その産駒（本馬の甥にあたる）に、リンカーン（いずれもGIIの阪神大賞典、京都大賞典、日経賞優勝馬）やヴィクトリー（GI皐月賞優勝馬）。
- 半兄ミラクルアドマイヤ（父トニービン）種牡馬。代表産駒はカンパニー。
- 半弟アンライバルド（父ネオユニヴァース）GI皐月賞。
- 姪にアンブロワーズ（函館2歳ステークス（GIII）、阪神ジュベナイルフィリーズ（GI）2着）
- 曾祖母Sunny Valleyの産駒にサドラーズホール（イギリスG1コロネーションカップ優勝馬、種牡馬）がいるほか、子孫に以下の馬がいる。
  - エリンバード（牝馬、1994年にフランスG2オペラ賞で武豊が騎乗し1位入線も、他馬の進路を妨害し、5着に降着となった。のちに安田記念にも出走し、日本に輸入され繁殖牝馬となった）。
  - アドマイヤラピス（牝馬ながらステイヤーズステークス2着）
  - アドマイヤホープ（牡馬、アドマイヤラピス産駒、全日本2歳優駿・北海道2歳優駿優勝馬）
  - アドマイヤフジ（牡馬、アドマイヤラピス産駒、GII日経新春杯・GIII中山金杯優勝馬）